# Sirius-W
Sirius-W (früher: Sirius 1, Marcopolo 1 und BSB-R1) ist ein ehemaliger Fernsehsatellit, der von British Satellite Broadcasting und Nordiska Satellitaktiebolaget (NSAB) betrieben wurde.

## Zweck
Nachdem das britische Unternehmen British Satellite Broadcasting von der Independent Broadcasting Authority (IBA) eine Lizenz für direktstrahlende Satelliten erhalten hatte, wurden zwei identische Satelliten bei Hughes bestellt. Der Hersteller Hughes war nicht nur für die Entwicklung und Fertigung der Satelliten zuständig, sondern erstmals auch für den Start und die ersten Tests in der Umlaufbahn, bevor die Satelliten dem Betreiber übergeben wurden. Marcopolo 1 war der erste rein kommerzielle Start einer US-Rakete.

## Betrieb bei BSB
Marcopolo 1 startete mit einer Delta 4925 am 27. August 1989 um 22:59 Uhr UTC. Er wurde nach Tests auf 31° West positioniert. Knapp ein Jahr später folgte der Schwestersatellit Marcopolo 2. Beide Satelliten strahlten zusammen auf den fünf Kanälen 4, 8, 12, 16 und 20 Fernsehprogramme in der Fernsehnorm D-MAC aus, die mit 35-cm-Antennen auf den britischen Inseln empfangen werden konnten. Daneben vermarktete ein Schwesterunternehmen von BSB die vom Fernsehprogramm bei D-MAC nicht genutzte Bandbreite für Datenübertragungen.

## Betrieb bei NSAB
BSB wurde Ende 1991 vom Konkurrenten Sky Television übernommen. Marcopolo 1 stellte Anfang 1992 die Sendung ein. Er wurde im Dezember 1993 an die schwedische Nordiska Satellitaktiebolaget (NSAB) verkauft und arbeitete unter dem Namen Sirius 1 bis Ende 2000 auf 5° Ost. Danach wurde er unter der Bezeichnung Sirius W auf 13° West eingesetzt und im Mai 2003 in den Friedhofsorbit gebracht.